# POIbase
POIbase is een synchronisatiesoftware waarmee POI's (Points of Interest) kunnen worden gesynchroniseerd tussen pc en navigatiesysteem.
POIbase is platformonafhankelijk en ondersteunt navigatiesystemen van meerdere fabrikanten. POIbase wordt ontwikkeld door navigating GmbH, pocketnavigation.de GmbH en POICON GmbH & Co. KG. De POIbase-software ondersteunt Windows.
POIbase verscheen in juli 2009 als bètaversie en is sinds maart 2010 als versie 1.0 verkrijgbaar. Naast de mogelijkheid om POI's te synchroniseren met navigatiesystemen biedt de software sinds kort ook de mogelijkheid om Points of Interest direct op de kaart te bewerken, toe te voegen of te verwijderen. Daarbij wordt gebruikgemaakt van online NAVTEQ-kaartmateriaal.
Om POI's toe te voegen aan de centrale database, werkt men met een eigen beoordelingssysteem, waarbij POI's door meerdere gebruikers moeten worden aangedragen voordat wordt overgegaan tot het toevoegen van de desbetreffende POI aan de database.
Sinds april 2010 is er ook een Mobile Client verkrijgbaar. Deze versie is ook bekend onder de naam POI-Warner 4 en is geschikt voor navigatiesystemen van NAVIGON die draaien op de MobileNavigator 7.xxx-software.
In januari 2011 introduceerde POIbase voor het eerst een omgevingsfilter. Hiermee kunnen gebruikers eigen gebieden definiëren waarbinnen zij POI's willen installeren. Met deze functie wordt onder andere tegemoetgekomen aan gebruikers van een navigatiesysteem dat een begrenzing kent van het maximaal aantal te installeren POI's.
In oktober 2011 werd ondersteuning voor het Volkswagen RNS 510-navigatiesysteem toegevoegd. Dit navigatiesysteem is te vinden in veel modellen van het Volkswagenconcern. Begin december 2011 kwam daarbij ondersteuning voor het nieuwe Volvo RTI Sensus-navigatiesysteem, dat te vinden is in onder meer de Volvo V60.
In juli 2012 kwam hierbij ondersteuning van het Opel Touch & Connect navigatiesysteem en de Opel 600 / 900 serie navigatiesystemen.
Oktober 2012 werd ondersteuning voor Android navigatie apps toegevoegd en in april 2013 introduceerde men een nieuwe importfunctie waarmee eigen POI's en POI-categorieën geïmporteerd kunnen worden.

## Versies
Nadat de eerste versie in april 2010 werd uitgebracht, volgen de versies elkaar in snel tempo op.
| Naam           | Versie nr. | Uitgebracht op    |
| -------------- | ---------- | ----------------- |
| huidige versie | 1.063      | 17 april 2013     |
| versie 1.060   | 1.060      | 1 februari 2013   |
| versie 1.056   | 1.056      | 12 oktober 2012   |
| versie 1.053   | 1.053      | 13 juli 2012      |
| versie 1.051   | 1.051      | 4 juni 2012       |
| versie 1.048   | 1.048      | 1 december 2011   |
| versie 1.047   | 1.047      | 20 oktober 2011   |
| versie 1.045   | 1.045      | 3 september 2011  |
| versie 1.040   | 1.040      | 22 juni 2011      |
| versie 1.035   | 1.035      | 19 maart 2011     |
| versie 1.030   | 1.030      | 20 februari 2011  |
| versie 1.025   | 1.025      | 15 november 2010  |
| versie 1.020   | 1.020      | 20 september 2010 |
| versie 1.015   | 1.015      | 18 augustus 2010  |
| versie 1.010   | 1.010      | 29 juli 2010      |
| versie 1.005   | 1.005      | 4 juni 2010       |
| Eerste uitgave | 1.000      | 15 april 2010     |